# متمردي السفينة باونتى
متمردي السفينة باونتى (بالفرنسية: Les Révoltés de la Bounty)‏، (بالإنجليزية: The Mutineers of the Bounty)‏ قصة قصيرة من تأليف الروائي جول فيرن، نشرت عام 1879.